# Tweebergenweg

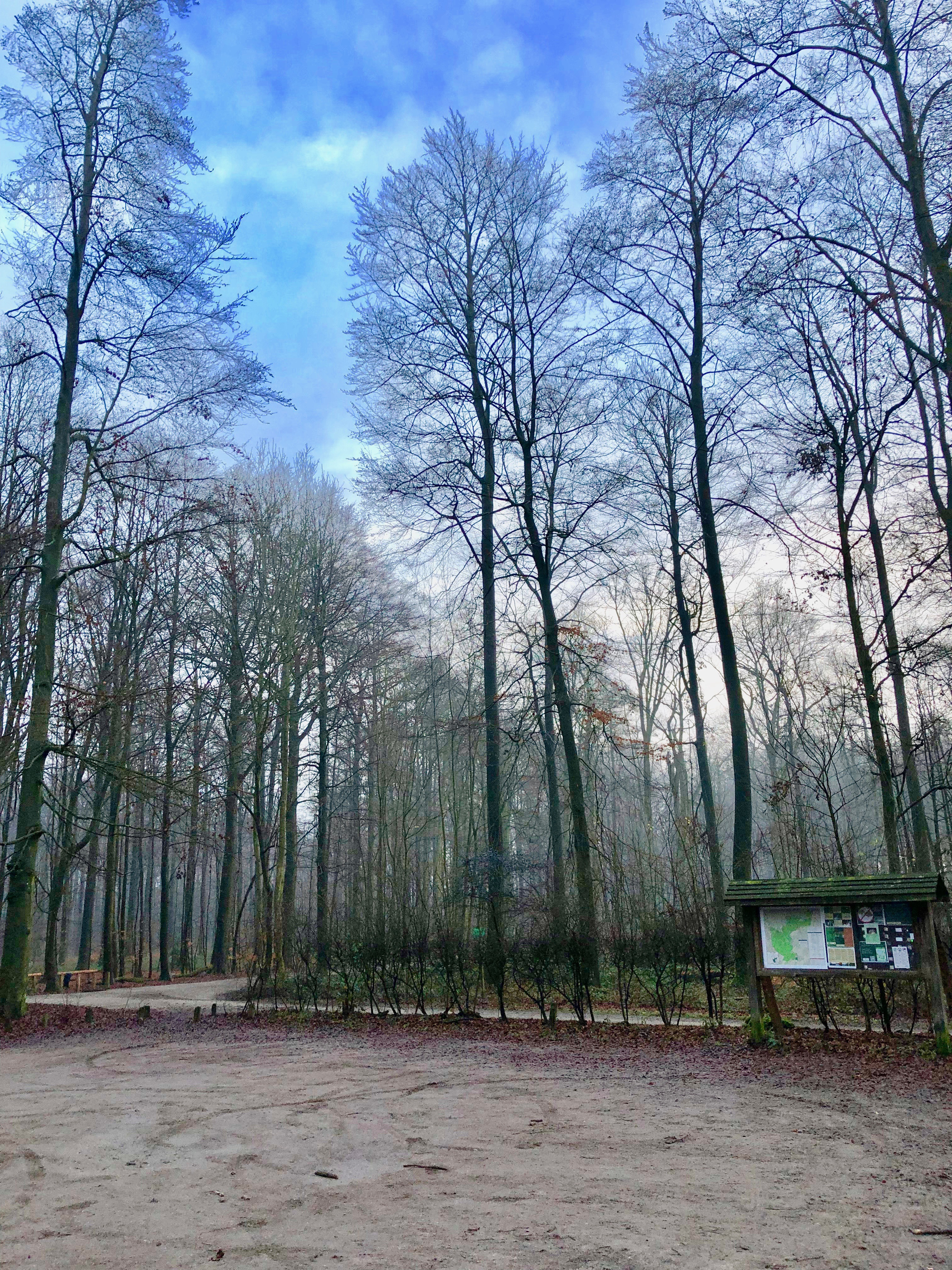
Tweebergenweg

De Tweebergenweg is een weg in twee Brusselse gemeenten Ukkel en Watermaal-Bosvoorde.
Als dreef in het Zoniënwoud verbindt ze de Kleine Groenendaaldreef in Ukkel met spoorlijn 161 en de Tweebergenlaan in Watermaal-Bosvoorde. Ze doorkruist daarbij van west naar oost de Lorrainedreef, Infantedreef, Graafdreef en Tumuliweg. Vroeger liep op een deel van het traject een Decauville-bosspoor in het Zoniënwoud. Samen met deze smalspoorweg doorsnijdt ze in Watermaal-Bosvoorde een neolithische aarden omwalling van de Michelsbergcultuur en passeert aan de Tumuliweg twee Gallo-Romeinse grafheuvels, ook bekend als de tumuli van het Zoniënwoud. In het Frans wordt ze Chemin des Deux Montagnes genoemd. Ter hoogte van het kruispunt van de Tweebergenweg met de Lorrainedreef zou het hoogste punt van Ukkel en het Brussels Hoofdstedelijk Gewest liggen.